# Santo Varni
Santo Varni (Genova, 1º novembre 1807 – Genova, 11 gennaio 1885) è stato uno scultore italiano.

## Biografia
Inizia i suoi studi all'Accademia Ligustica di Belle Arti, dove è allievo di Giuseppe Gaggini. Si sposta poi a Firenze.
Allievo di Lorenzo Bartolini a Firenze nel biennio 1836-1837, presso il quale cerca quell'ammodernamento delle forme che a Genova mancava. Con l'apporto bartoliniano elabora dei modi scultorei che permettono il passaggio dal neoclassicismo al romantiscimo per la scultura genovese.
Nel cimitero monumentale di Staglieno la sua presenza è notevolissima annoverando oltre quaranta lavori. Meritevoli di citazione sono la Tomba Bracelli Spinola, realizzata nel 1864; la Tomba Andrea Taliacarne, del 1870 circa; la Tomba De Asarta, del 1879.
Varni costituì un preciso riferimento per diverse generazioni di scultori genovesi ai quali insegnò dal 1838 - quando succedette all'incarico lasciato vacante dal vecchio maestro Giuseppe Gaggini trasferitosi allora a Torino - sino all'anno della sua morte, il 1885, tenendo la cattedra di scultura all'Accademia ligustica di belle arti. Tra i suoi allievi si può ricordare Giuseppe Benetti.
Contestualmente, fu anche un punto focale dell'intero movimento scultori - non solo a Genova - anche per il secolo successivo. Gli influssi e gli insegnamenti da lui lasciati hanno aperto il linguaggio scultoreo genovese della prima metà dell'Ottocento, fino ad allora rinserrato in un classicismo da molti critici considerato ormai superato, proiettando l'arte della scultura verso nuove istanze di tipo romantico, non esenti peraltro da influssi naturalistici. Sotto questo aspetto, Varni fu molto attento ai movimenti artistici di più ampio respiro che potevano toccare anche solo marginalmente il suo principale campo di azione.
Per quanto riguarda strettamente l'abilità tecnica di Varni, essa fu molto apprezzata dai critici. Federico Zeri asserisce che abbia lavorato ad una parte del cosiddetto Trono Ludovisi.
Tra le sue opere si può ricordare la statua di Giuseppe Garibaldi, in marmo di Carrara, scolpita nel 1884, che venne donata dall'emigrato Giovanni Battista Desimoni, nella piazza del Municipio a Monterosso al Mare.
Nel 1858 eseguì il gesso con l’Amore che doma la Forza: esposto a Parigi nel 1867 e a Genova nel 1868 e 1892, il marmo venne scolpito per Oddone di Savoia, quartogenito di Vittorio Emanuele II, a Genova dal 1861 al 1866. Per lui, ritratto in scultura dallo stesso Varni e da Lorenzo Orengo, realizzò i busti di Maria Clotilde e Maria Pia di Savoia, due teste di Centauro, una Fontana (Genova, Palazzo Reale) e l’Immacolata per l’omonima chiesa genovese.
Le statue di Emanuele Filiberto (1866, Palazzo reale di Torino), di San Matteo Evangelista (1867, Chiesa di San Massimo a Torino) e il Monumento Funebre della Regina Maria Teresa con la raffigurazione della Carità (1878, Cripta Superga), gli furono ordinate da Vittorio Emanuele II.

Tra le sue ultime opere è la statua dedicata al Generale Chiodo  commissionata dalla città di La Spezia nel 1878.